# Sophia Loren
Sophia Loren (rojstno ime: Sofia Villani Scicolone), italijanska igralka, 20. september 1934, Rim.
Njeno igralsko nadarjenost je odkril znani italijanski producent in njen kasnejši mož, Carlo Ponti. Zaslovela je z vlogo v filmu La ciociara režiserja Vittoria De Sice iz leta 1960 za katero je leta 1962 prejela oskarja za glavno žensko vlogo, kot prva igralka v tujejezičnem filmu. V 1960. letih je bila ena najslavnejših igralk na svetu. V začetku 1970. let si je ustvarila družino, zato se je od takrat mnogo redkeje pojavljala v filmih. Ameriška Akademija umetnosti in znanosti gibljivih slik ji je leta 1990 podelila častno nagrado.